# Гипербола (риторика)
Гипе́рбола (из др.-греч. ὑπερβολή «переход; чрезмерность, избыток; преувеличение») — стилистическая фигура явного и намеренного преувеличения с целью усиления выразительности и подчёркивания сказанной мысли, например: «я говорил это тысячу раз» или «нам еды на полгода хватит».
Гиперболу относят к тропам — так называют слова или обороты речи в переносном, иносказательном значении. Она помогает усилить выразительность, подчеркнуть мысль автора и заострить внимание читателя на важных деталях.
Гипербола часто сочетается с другими стилистическими приёмами, придавая им соответствующую окраску: гиперболические сравнения, метафоры и так далее («волны вставали горами»). Изображаемый характер или ситуация также могут быть гиперболическими. Гипербола свойственна и риторическому, ораторскому стилю, как средство патетического подъёма, равно как и романтическому стилю, где пафос соприкасается с иронией. Из русских авторов к гиперболе особенно склонен Гоголь, из поэтов — Маяковский.

## Примеры

### Классики марксизма
Какая глыба, а? Какой матёрый человечище!— В. И. Ленин. «Лев Толстой как зеркало русской революции»

Учение Маркса всесильно, потому что оно верно.— В. И. Ленин. «Три источника и три составных части марксизма»

### Проза
У Ивана Никифоровича, напротив того, шаровары в таких широких складках, что если бы раздуть их, то в них можно бы поместить весь двор с амбарами и строением.— Н. Гоголь. «Повесть о том, как поссорился Иван Иванович с Иваном Никифоровичем»

Миллион козацких шапок высыпал вдруг на площадь. …

…за одну рукоять моей сабли дают мне лучший табун и три тысячи овец.— Н. Гоголь. «Тарас Бульба»

### Стихи, песни
О нашей встрече — что там говорить,

Я ждал её, как ждут стихийных бедствий,

Но мы с тобою сразу стали жить,

Не опасаясь пагубных последствий! (2 раза)

…

О чём просила — делал мигом я,

Мне каждый час хотелось сделать ночью брачной,

Из-за тебя под поезд прыгал я,

Но, слава богу, не совсем удачно…(2 раза)

…И если б ты ждала меня в тот год,

Когда меня отправили на дачу, —

Я б для тебя украл весь небосвод

И две звезды Кремлёвские в придачу! (2 раза)

И я клянусь — последний буду гад! —

Не ври, не пей — и я прощу измену!

И подарю тебе Большой театр

И Малую спортивную арену! (2 раза)

А вот теперь я к встрече не готов —

Боюсь тебя, боюсь ночей интимных,

Как жители японских городов

Боятся повторения Хиросимы. (2 раза)
— Владимир Высоцкий

Четыре года мы побег готовили,

Харчей три тонны мы наэкономили…
— Владимир Высоцкий